# Fußball-Verbandsliga Südwest 2025/26
Die Saison 2025/26 soll die 18. Spielzeit der sechstklassigen Verbandsliga Südwest im regionalen Männerfußball des südlichen Teils des Landes Rheinland-Pfalz werden.

## Teilnehmer
Für die Spielzeit 2025/26 haben sich folgende Vereine sportlich qualifiziert:
- die Absteiger aus der Oberliga Rheinland-Pfalz/Saar 2024/25 aus dem Gebiet des Südwestdeutschen Fußballverbands:
  - SV Viktoria Herxheim
  - TuS Mechtersheim
  - SV Morlautern

- Die verbliebenen Mannschaften aus der Verbandsliga Südwest Saison 2024/25:
  - SV Alemannia Waldalgesheim
  - FC Basara Mainz
  - Jahn Zeiskam
  - TuS Marienborn
  - VfB Bodenheim
  - Eintracht Bad Kreuznach
  - TuS 07 Steinbach
  - TSG 1846 Bretzenheim
  - SV Steinwenden
  - FK Pirmasens II

- der Meister der Landesliga West 2024/25: SG Hüffelsheim
- der Meister der Landesliga Ost 2024/25: FC Bienwald Kandel
- der Sieger der Relegationsspiele der Vizemeister von Landesliga West und Ost 2024/25: TuS Hohenecken